# Tatort: Bildersturm
Bildersturm ist ein Fernsehfilm aus der Kriminalreihe Tatort. Der vom Westdeutschen Rundfunk unter der Regie von Niki Stein produzierte Film wurde am 21. Juni 1998 im Ersten Programm der ARD ausgestrahlt. Es ist der 4. Fall des Kölner Ermittler-Teams Ballauf und Schenk und die 388. Tatortfolge.

## Handlung
Die Kommissare Ballauf und Schenk geraten auf dem Weg zu einem Einsatz in eine Demonstration. Gewaltbereite Gegner belagern eine Fotoausstellung in einer Museumsgalerie, die Verbrechen der deutschen Wehrmacht während des Zweiten Weltkrieges dokumentiert. Die Leiterin der Ausstellung mit dem Titel „Bildersturm“, Anna Klee, hat Morddrohungen von Unbekannten aus der rechten Szene erhalten. Die Kommissare sollen die Täter ermitteln, doch werden sie bereits zu einem neuen Fall gerufen: In einem Wald in der Nähe von Köln wurde eine Leiche entdeckt. Der Mord geschah aus nächster Nähe, durch einen Genickschuss. Schenk erkennt den alten Mann als Brenner, der früher als Inhaber einer Privatbank tätig und vor Jahren in einen Bestechungsskandal verwickelt war. Unter dem Toten befindet sich auf dem Boden ein Bündel von verkohlten Banknoten, was den Ermittlern recht rätselhaft erscheint.
In der Galerie fand in der Zwischenzeit durch Unbekannte ein Angriff auf Anna Klee statt. Der Polizist, der zu ihrer Sicherheit abgestellt war, wurde dabei verletzt und muss in eine Klinik gebracht werden. Ballauf übernimmt daraufhin die Überwachung selbst, da Anna ihm nicht unsympathisch ist. Als ein erneuter Anschlag auf Anna Klee erfolgt, werden beide leicht verletzt. Als Hauptverdächtiger wird ein Robert Hattey ermittelt, der mit großem Polizeieinsatz festgenommen werden soll, aber nicht in seiner Wohnung angetroffen wird.
Kurz darauf wird am Kölner Rheinufer ein ähnlich wie das Opfer im Wald hingerichteter Toter aufgefunden. Ernst Waldmann war etwa gleich alt wie Brenner und wurde ebenfalls mit einem Genickschuss getötet. Auch hier finden sich Überreste von verbranntem Geld. In Waldmanns Wohnung entdeckt Schenk einen Hinweis auf die Ausstellung „Bildersturm“ und ein Erpresserschreiben. Er sollte 50.000 DM zahlen, um zu vermeiden, dass jeder erfährt, dass er auf einem Foto der Ausstellung zu sehen ist. Daraufhin sehen sich Ballauf und Schenk ein Bild genauer an. Zu sehen ist, wie Wehrmachtsoldaten Zivilisten erschießen. Eine genauere Untersuchung soll klären, wer neben Brenner und Waldmann der dritte Soldat auf dem Bild ist. Er könnte das nächste Opfer sein – oder auch der Täter. Es stellt sich heraus, dass es sich um Schenks Onkel Richard handelt, der in Köln einen kleinen Tabakladen betreibt. Schenk ist zunächst geschockt. Er sucht seinen Onkel auf und will ihn überreden, sich zu seinem eigenen Schutz in Haft zu begeben. Richard Schenk behauptet dagegen, es müsse eine Verwechslung vorliegen, denn er habe zur fraglichen Zeit in der Feldküche gearbeitet und keinen Waffendienst geleistet. Auch er hat allerdings einen Erpresserbrief bekommen und ist damit einverstanden, sich unter Polizeischutz zu dem vereinbarten Treffpunkt zu begeben. Dieser befindet sich im Museum, direkt an dem verräterischen Bild Nummer 73. Während Richard Schenk dort auf den Erpresser wartet, geht im Museum eine Bombendrohung ein. Da der Anruf aus dem Foyer des Museums kommt, gelingt es Ballauf, den Mann zu stellen. Es ist der Neonazi Robert Hattey, den sie seit dem Anschlag auf Anna Klee suchen.
Überraschend erscheint die Witwe von Ernst Waldmann auf dem Präsidium und bringt den Beamten ein Tagebuch und alte Fotos ihres Mannes aus dem Zweiten Weltkrieg. Doch ehe sie sich um die Sichtung der Unterlagen kümmern können, wird Schenk zu seinem Onkel gerufen, der einen Selbstmordversuch unternommen hat und ins Krankenhaus gebracht wurde. Da er mitbekommen hatte, dass er für seinen Neffen und seine Familie zu einer Belastung und einem Sicherheitsrisiko geworden ist, wollte er sich mit Tabletten vergiften.
Anhand des Fotos der Ausstellung und weiterer aus dem Nachlass Waldmanns gelingt es Ballauf und Schenk, das Dorf in Belgien zu finden, in dessen Nähe das Foto entstanden sein muss. Sie fahren dorthin und lassen sich vom Pfarrer schildern, wie kurz vor Kriegsende die ganze Familie Koning von deutschen Soldaten aus nichtigem Grund ausgelöscht wurde. Ballauf kennt einen Professor Koning in Köln, der als Befürworter der Ausstellung bekannt ist und sich vehement für die Aufarbeitung von Kriegsverbrechen der Vergangenheit einsetzt. Dem gelingt es inzwischen, Richard Schenk im Krankenhaus in seine Gewalt zu bekommen und zur Rede zu stellen. Schenk gibt daraufhin zu, auf Befehl gehandelt zu haben, was ihm Koning jedoch widerlegt. Er war damals sechs Jahre alt und hatte alles mit angesehen. Ballauf und Schenk, die von der Entführung in Kenntnis gesetzt wurden, spüren Koning auf und nehmen ihn fest, ohne dass er einen dritten Mord begeht. Schenk unterhält sich schließlich mit seinem Onkel und dieser gibt zu, dass er tatsächlich dabei war und Brenner ihnen befohlen hätte zu schießen.

## Trivia
Freddy Schenk fährt in dieser Episode einen roten, viertürigen Pick-up ohne Ladeflächenabdeckung, einen Opel Campo.

## Hintergrund
Bildersturm wurde von Colonia Media im Auftrag des WDR produziert. Die Dreharbeiten erfolgten in Köln, Beho (Belgien) und Sankt Vith (Belgien).
Der Journalist und Fernsehmoderator Sven Kuntze hat in diesem Tatort einen Gastauftritt als Moderator der Sendung „Aktuelle Stunde“.

## Rezeption

### Einschaltquoten
Bei seiner Erstausstrahlung am 21. Juni 1998 wurde die Folge Bildersturm in Deutschland von 5,27 Millionen Zuschauer gesehen, was einem Marktanteil von 19,80 Prozent entsprach.

### Kritiken
Thomas Gehringer wertet bei tittelbach.tv anerkennend: „Der ‚Tatort‘ von Niki Stein verbindet gekonnt Vergangenes und Aktuelles, auch durch das Spiel mit vermeintlichen visuellen Wahrheiten. Ein spannender, gelungener Film über Schuld, Verdrängung & die Authentizität von Bildern. Viel beachteter Köln-‚Tatort‘ der 1. Stunde.“
Die Kritiker der Fernsehzeitschrift TV Spielfilm urteilen, „ein gutes Skript, ein gutes Team“ machen den Film mit einem heiklen Thema zu einem Stück „spannend aufbereitete[r] Zeitgeschichte“.